# Le Jour du Seigneur (émission de télévision)
Pour les articles homonymes, voir Jour du Seigneur.
Le Jour du Seigneur est une émission de télévision catholique française produite depuis les années 1950 par le Comité français de radio-télévision (CFRT), une association créée à cet effet, et diffusée chaque dimanche matin depuis le 9 octobre 1949. 
Elle est d'abord programmée sur RTF Télévision, puis sur la première chaîne de l'ORTF à partir de 1964, puis sur TF1 dès le dimanche 12 janvier 1975 de 10 h 30 à 12 h jusqu'en janvier 1987 où elle passe aux mêmes horaires sur Antenne 2, puis sur France 2.
C'est l'émission encore en activité la plus ancienne de la télévision française, en dehors du journal télévisé.

## Histoire
Le Jour du Seigneur est issu du travail précurseur du père dominicain Raymond Pichard. Le 24 décembre 1948, il obtient la retransmission de la messe de minuit depuis la cathédrale Notre-Dame de Paris sur RDF Télévision française. Cette messe présidée par le cardinal Suhard, archevêque de Paris, est une première mondiale.
Face au succès de cette retransmission et pour enrayer la déchristianisation, le père Pichard travaille à l'idée d'une émission religieuse régulière qui réunirait les chrétiens et obtient en 1949 un temps d'antenne d'une heure et demie par semaine sur RTF Télévision chaque dimanche matin. Cette émission hebdomadaire catholique débute le dimanche 9 octobre 1949, et est produite par les Productions du Parvis, nommées ainsi en souvenir du parvis de Notre-Dame. Elle est composée d'un magazine suivi de la retransmission de la messe.
Pour compléter le financement de l’émission par la Radiodiffusion-télévision française et développer les émissions religieuses dans l'audiovisuel, le père Pichard fonde une structure associative de production : le Comité français de radio-télévision (CFRT).
L'émission est baptisée le Jour du Seigneur le 5 décembre 1954, toujours à l'initiative du père Pichard.
À partir de 1955, l'émission donne lieu à une série d'autres émissions religieuses, baptisée Les Chemins de la foi en 2013, diffusées le dimanche matin avant 10 h 30 et dédiées chacune aux autres religions pratiquées en France : d'abord le protestantisme en 1955, le judaïsme en 1962, l'orthodoxie et les catholiques orientaux en 1965, l'islam en 1983 et le bouddhisme en 1997.
La messe est d'abord tournée dans un studio de la rue Cognacq-Jay puis à partir d'octobre 1957 dans une chapelle studio, l'église du couvent dominicain de l'Annonciation de la rue du Faubourg-Saint-Honoré, et à partir de 1970, dans différentes églises paroissiales.
L'émission se poursuit sur la première chaîne de l'ORTF à partir du dimanche 26 juillet 1964, puis sur TF1 dès le dimanche 12 janvier 1975 jusqu'au dimanche 4 janvier 1987 où elle passe aux mêmes horaires sur Antenne 2 à la suite de la privatisation de TF1. Cette émission étant une obligation de service public, elle ne peut être diffusée que sur une chaîne de télévision publique.
En mars 1976, la Conférence des évêques de France fait censurer un film programmé dans l'émission et intitulé La Fidélité de Roger Déliat, traçant le portrait de ce prêtre ouvrier pour le dialogue avec les communistes.
En 1977, le frère Alain Carron de La Carrière crée la première émission pour enfants catholique dans le cadre du Jour du Seigneur.
Hormis le journal télévisé, créé en juin 1949, Le Jour du Seigneur est la plus ancienne émission de la télévision française qui soit encore diffusée aujourd'hui.

## Nouvelle formule de l'émission
Depuis le 6 janvier 2019, l'émission a revisité sa formule. Un nouveau décor, de nouvelles rubriques telles que Ça questionne, Vous nous étonnez, Pierres vivantes ou Parole inattendue et une chronique culturelle, animée par la journaliste Constance de Bonnaventure, ont permis de renouveler le programme, avec pour objectif de rejoindre de nouveaux publics sur de nouveaux supports.
Du 2 janvier au 11 août 2016, l'émission diffuse une mini-série télévisée humoristique de 2 minutes en 3 saisons, intitulée Sacristie ! de Sébastien Lerigoleur et Éric Pailler avec Hervé Pierre et Grégori Derangère, respectivement le Père Denis Moreau et Bertrand Rousseau son sacristain. Une deuxième saison a été diffusée à l'antenne à partir du 8 janvier 2017. La troisième et dernière saison a été diffusée en juillet et août 2019.
Les messes en direct sont réalisées par Jean-François Verzele, Thierry Lécuyer, Jean-Claude Salou, Michel Baulez, Adrien Soland, Jean-Bernard Ganne, Jean-Rodolphe Petit-Grimmer ou encore David Montagne.

### Chiffres et données clés
Depuis le lancement de sa nouvelle formule en 2019, l'émission partage sa programmation en deux temps : de septembre à juin, une saison magazine dès 10 h 30, suivie de la messe en direct à 11 h. Chaque semaine, un ou deux invités sont accueillis sur le plateau pour échanger autour d'une question qui concerne l'Eglise et notre société. De juillet à août, une saison documentaire débute à 10 h 30, toujours suivie de la messe en direct à 11 h.
Depuis le 1er septembre 2019, le frère dominicain Thierry Hubert est le producteur de l'émission, dont le directeur général est Emmanuel Bonnet et le présentateur-journaliste David Milliat.